# Cobitis sinensis
Cobitis sinensis és una espècie de peix de la família dels cobítids i de l'ordre dels cipriniformes.

## Reproducció
És ovípar.

## Hàbitat
Viu en zones de clima subtropical.

## Distribució geogràfica
Es troba a la Xina.